# فيصل بودهوم
فيصل حسن علي بودهوم (ولد في 25 سبتمبر 1988 في المنامة، البحرين) لاعب كرة قدم دولي بحريني يجيد اللعب في مركز الوسط المهاجم وبدرجة أقل المهاجم. يلعب حاليا لصالح الأهلي الذي ينافس في الدوري البحريني الممتاز منذ 2023.

## الإنجازات

### الرفاع
- الدوري البحريني الممتاز (1): 2014
- كأس الاتحاد البحريني (1): 2014

## روابط خارجية
- فيصل بودهوم على موقع قاعدة بيانات كرة القدم.إي يو (الإنجليزية)
- فيصل بودهوم على موقع ناشيونال فوتبول تيمز (الإنجليزية)
- فيصل بودهوم على موقع Soccerway.com (الإنجليزية)